# 페이킹 잇
《페이킹 잇》(영어: Faking It)는 2014년부터 2016년까지 MTV에서 방영중인 코미디 드라마이다.